# Civilizația cicladică
Cicladic este termenul folosit pentru a denumi civilizația care s-a dezvoltat în regiunea Insulelor Ciclade din Marea Egee, Grecia în Epoca Bronzului (3200-1100 î.Hr.). Apogeul acestei civilizații a fost atins în prima fază a Epocii bronzului (mileniul III î.Hr.) și este cunoscută sub numele de perioada timpurie a Cicladelor. Civilizația cicladică a fost una pașnică și concetrată pe producție locală, comerț respectiv artă (tipul de artă specific al acestei civilizații fiind cunoscut ca arta cicladică). Termenul cicladic a fost inventat în Perioada arhaică dat fiind faptul că arhipelagul cicladelor formează un cerc aproximativ (kyklos) în jurul insulei sacre Delos.

## Istoric
| Cicladicul Timpuriu I (ECI)     | 3000 - 2700 | Cultura Grotta-Pelos |
| Cicladicul Timpuriu II (ECII)   | 2700 - 2200 | Cultura Keros-Syros  |
| Cicladicul Timpuriu III (ECIII) | 2200 - 2000 | Cultura Kastri       |
| Cicladicul Mijlociu I (MCI)     | 2000 - 1800 | Phylakopi            |
| Cicladicul Mijlociu II (MCII)   | 1800 - 1700 |                      |
| Cicladicul Mijlociu III (MCIII) | 1700 - 1550 |                      |
| Cicladicul Tarziu I             | 1550 - 1430 |                      |
| Cicladicul Tarziu II            | 1430 - 1330 |                      |
| Cicladicul Tarziu II            | 1330 - 1100 |                      |

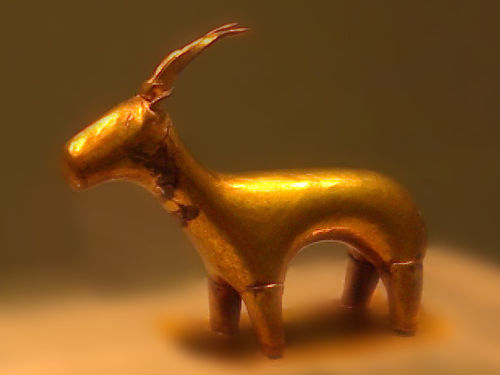
Capră de aur antică

Primele dovezi ale unor activități umane permanente în Ciclade dateazǎ din mileniul V  î.en. Există  dovezi mai timpurii, cum ar fi obiectele de  obsidian din Melos ce s-au  găsit  în Grecia continentala (peștera Franchthi Argolida), care sunt datate din mileniul VIII î.en. Din  perioada neolitică târzie sunt datate o mulțime de descoperiri din străvechile așezări  urbane de pe insula Saliagkos din apropierea orașului Antiparos, ale cǎror ruine au fost gǎsite, în timp ce ruinele care s-au găsit în Cape Kefala datează din epoca timpurie a bronzului (3200 î.en.)
Dezvoltarea culturii cicladelor a fost favorizatǎ de poziția geografică și clima favorabilǎ la granița dintre Grecia și sfera orientală. Ruine se găsesc în aproape toate insulele, chiar și în cele mai mici, indicând  comunități mici, independente, cu caracter insular, care aveau însǎ teren arabil  minim .
Perioada timpurie este separatǎ în trei faze, care sunt denumite simbolic de locurile  de origine a descoperirilor: Faza Grotta-Pelos (3200-2800 î.en.), faza Keros-Syros (2800-2300 î.en.) si faza Phylacopi I (2300-2000 î.en.). 
În prima fază, casele erau construite pe dealuri joase pentru a fi protejate de inundații și de inamici și nu erau fortificate   de ziduri. Locuitorii se ocupau cu activitǎți de pescuit. 
În a doua fază, invaziile exterioare i-au determinat pe locuitori să construiască cetǎți protejate de ziduri pe dealuri mai înalte, casele fiind construite una lângǎ alta, delimitate de strǎduțe mici între ele (Kastri Syros, Naxos, Kynthos din Delos). Aceast proces implică pierderea controlului asupra mării și amenințarea unui inamic extern, poate Creta minoică. 
În a treia fază, influența Cretei a fost puternicǎ, fiind stabilite așezǎri pe litoral (Milos-Filakopi I, Paros, Amorgos, Thera), constituind centre de conduită al comerțului cretan.
În perioada următoare, care a acoperit   prima jumătate a mileniului III, numită perioada Mijlocie a Cicladelor (2000-1550 î.en.), s-au dezvoltat noi așezări costiere ca Melos (Filakopi II), Paros (Paroikia), Kea ( Agia Irini), Thera, Therasia, Delos, Tinos, Syros, Sifnos și Amorgos, influențând comerțul dintre Creta și restul Greciei.
Cicladicii erau navigatori activi. Bărcile lor erau  conduse de peste 50 de vâslași și le utilizau pentru apărare și comerț.  
În perioada târzie a Cicladelor, civilizația a fost influențatǎ de dominația  minoicǎ. Odatǎ cu distrugerea civilizației minoice - ca urmare a erupției vulcanului Thera (aproximativ 1520 î.en.) - au apǎrut ulterior Micenienii. 

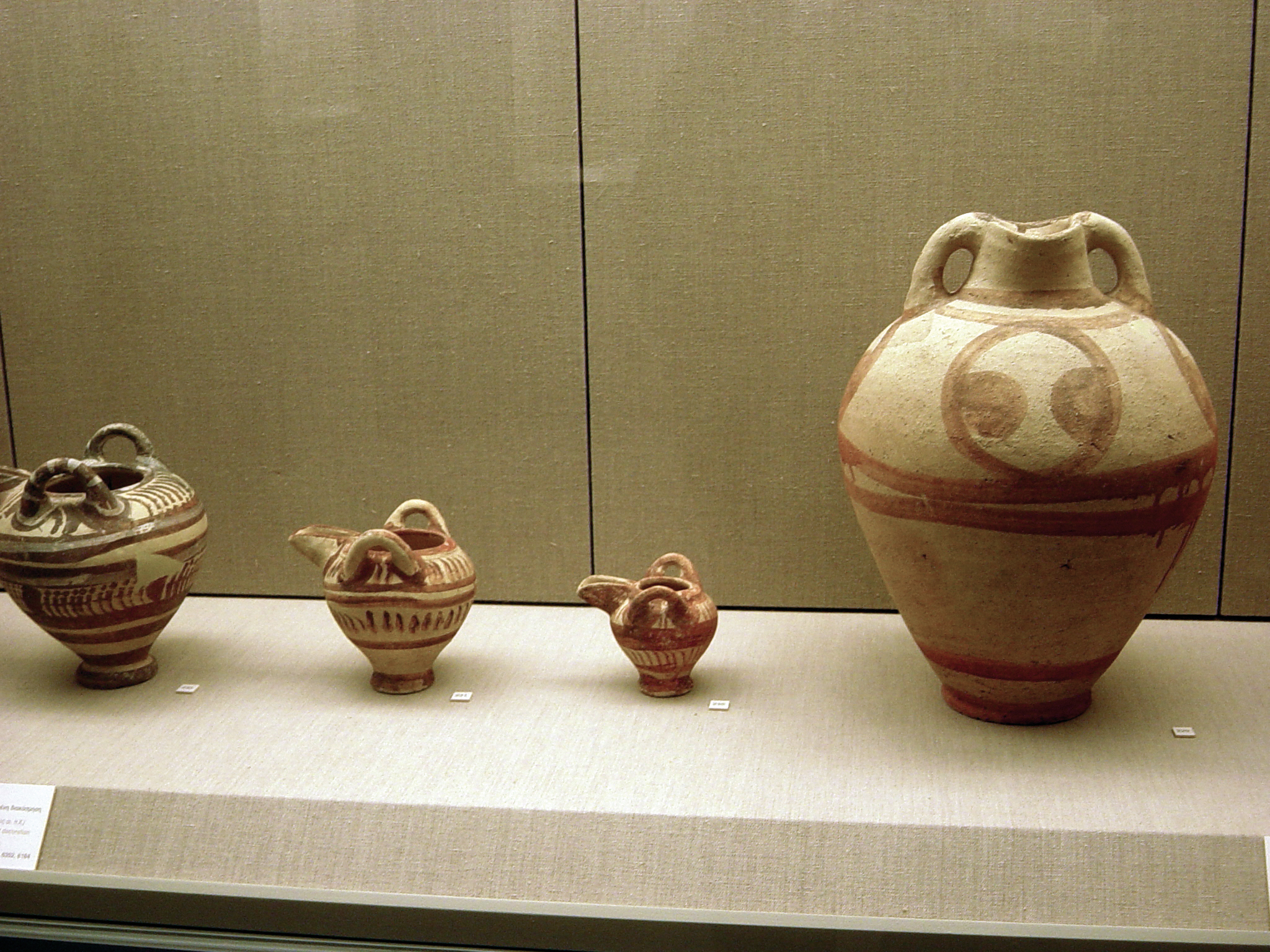
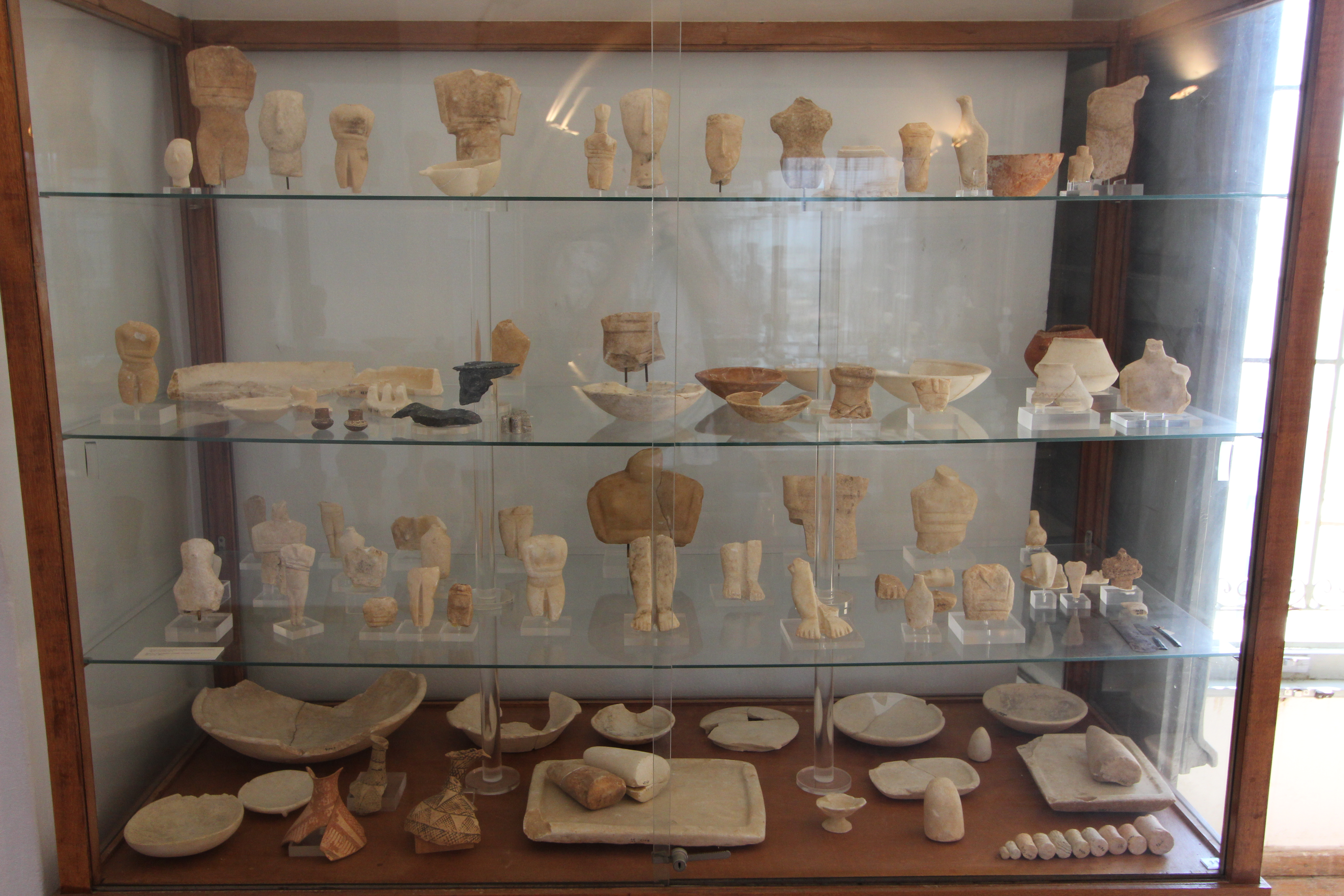
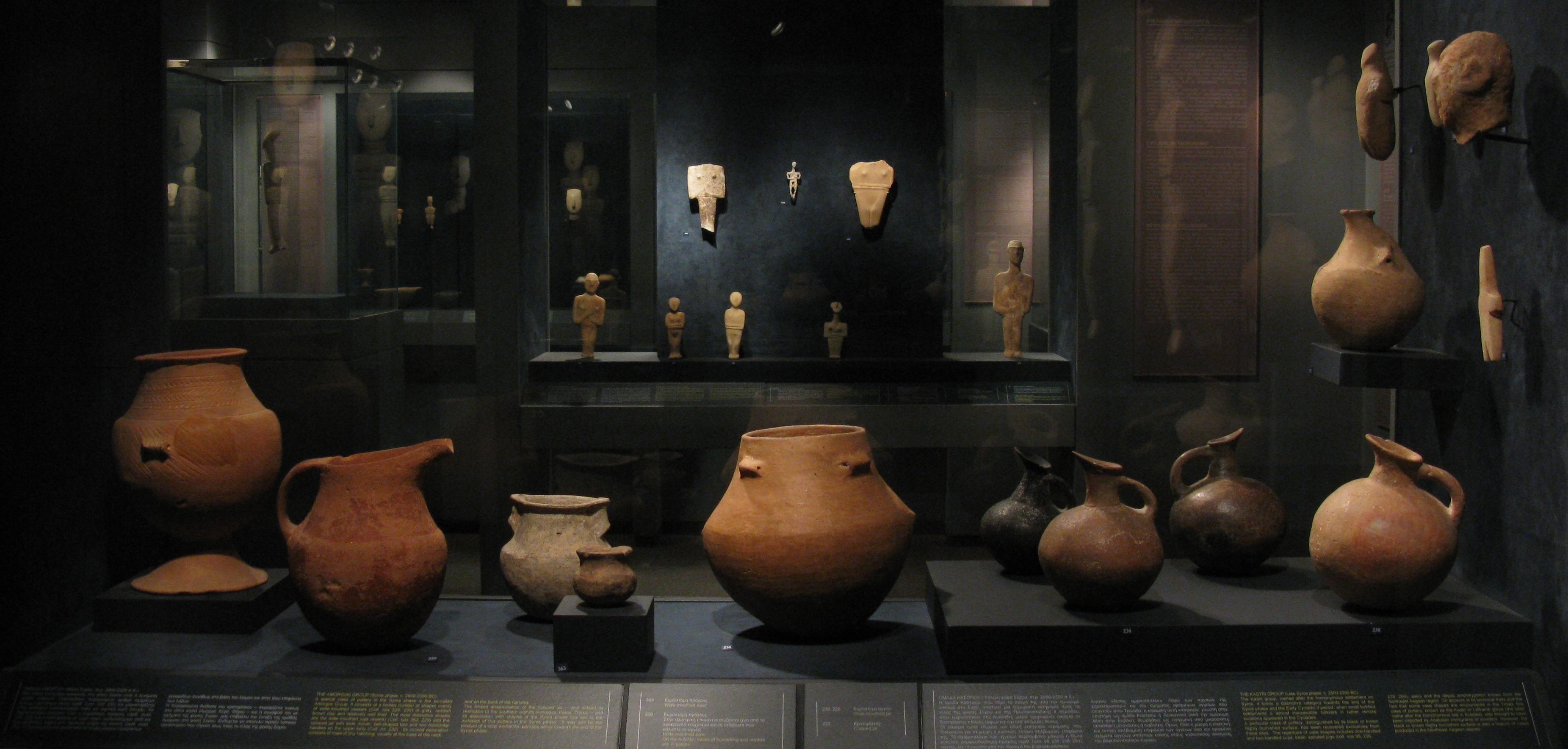
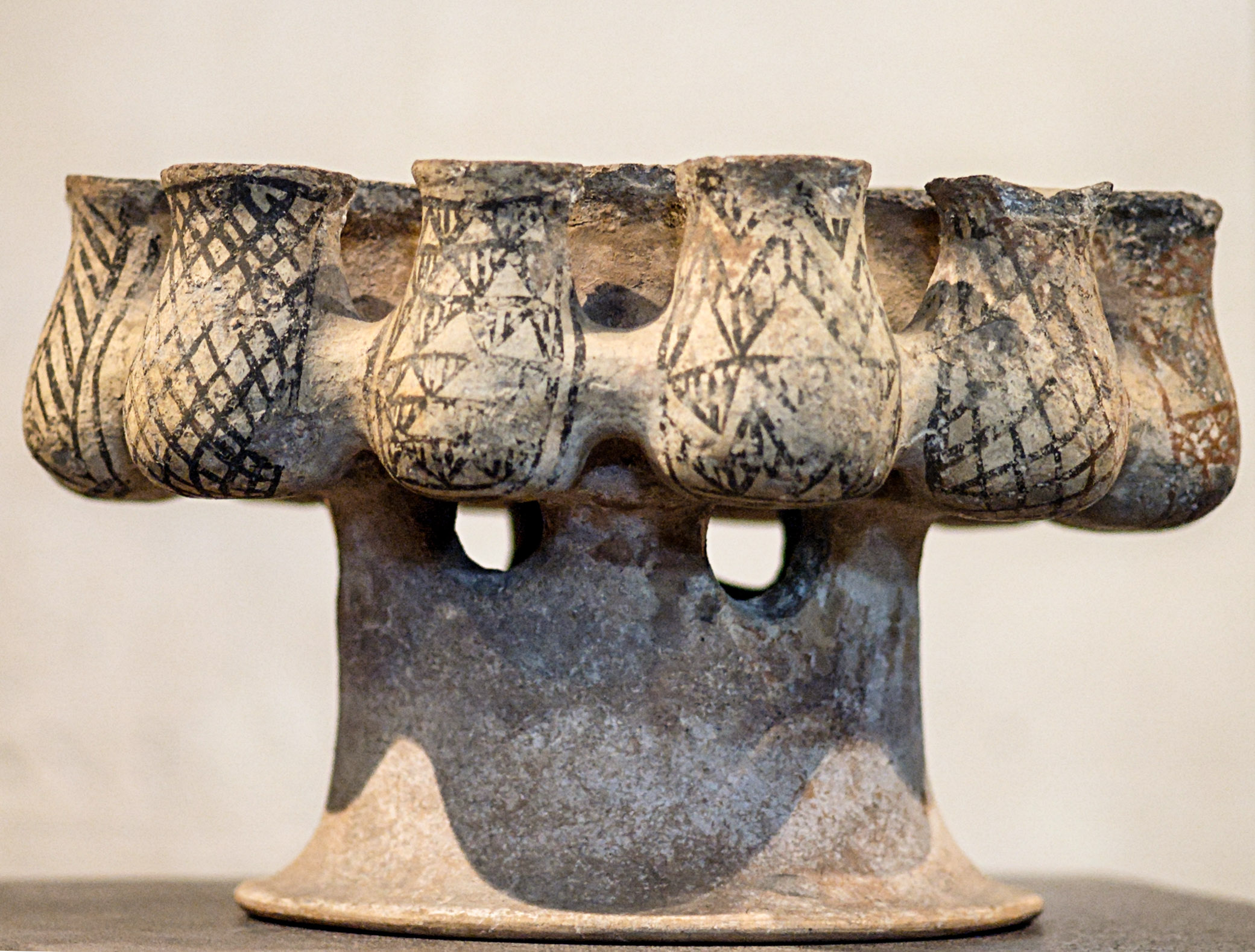
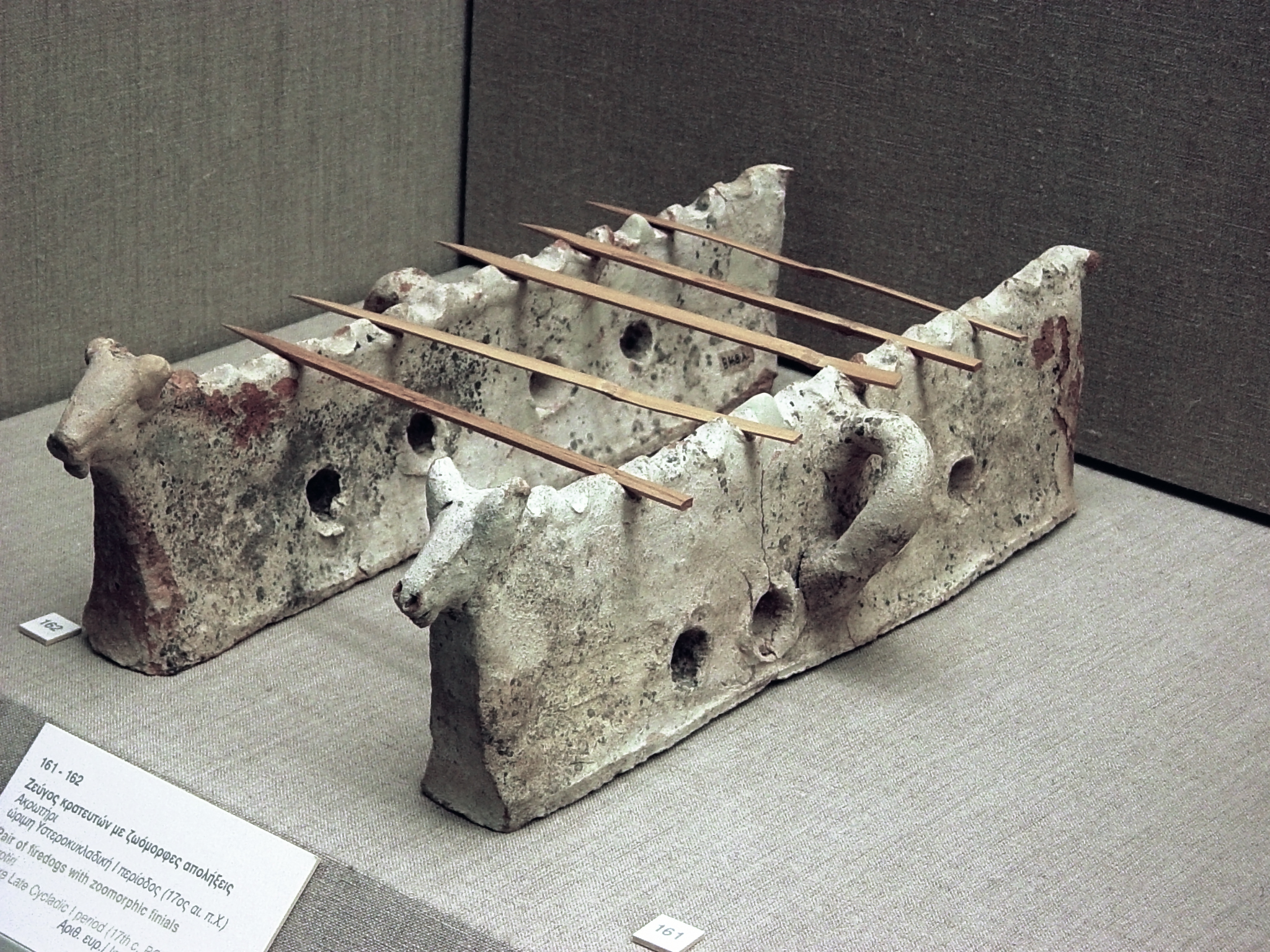
Câini de teracotă din Akrotiri, un exemplu notabil de artă cicladică târzie (artefactul face parte din colecția Muzeului de Cultură Cicladică din Santorini)
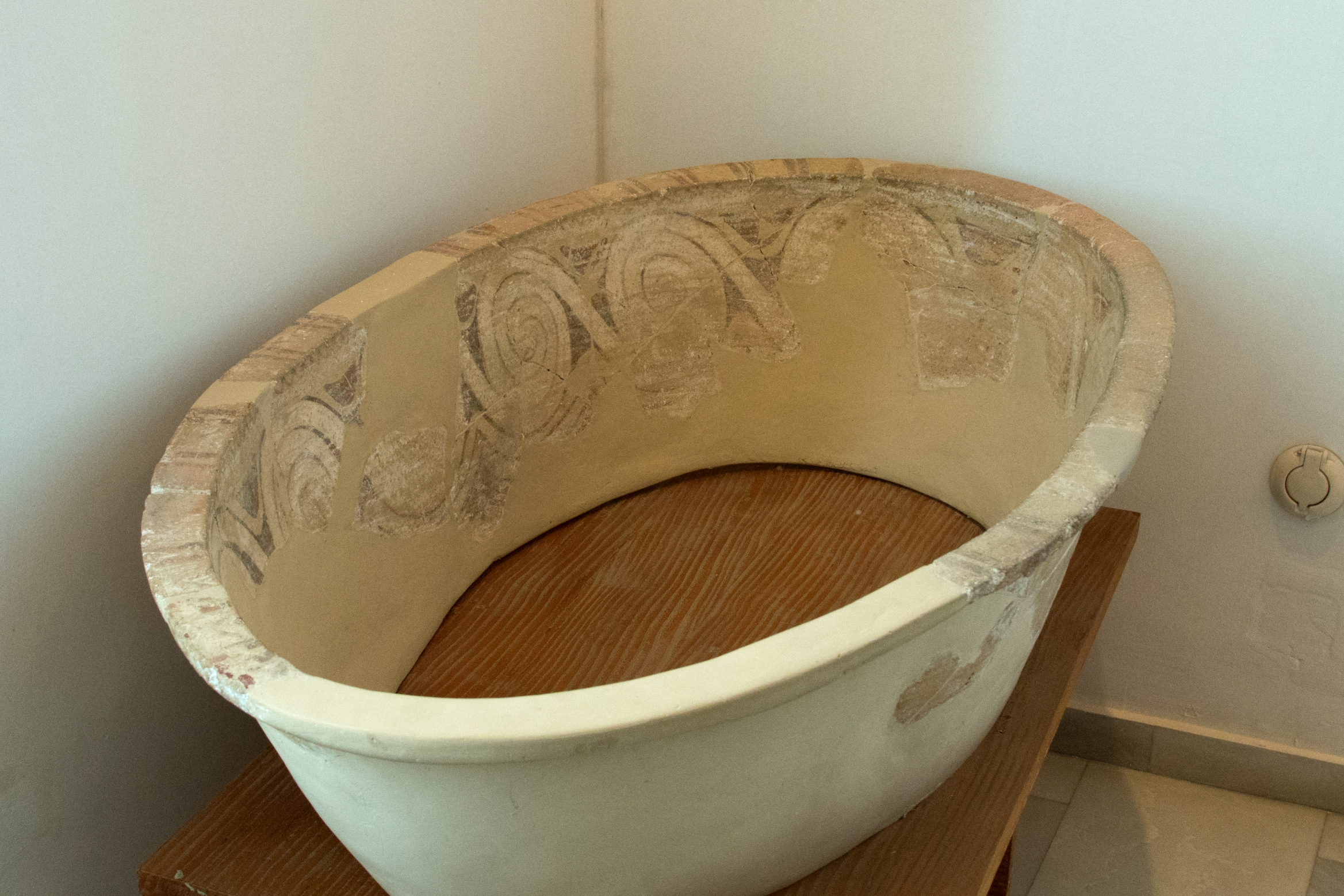
Cadru de cadă care aparține perioadei târzii a civilizației cicladice (artefactul face parte din colecția Muzeului Arheologic din Milos)

## Idolii cicladici

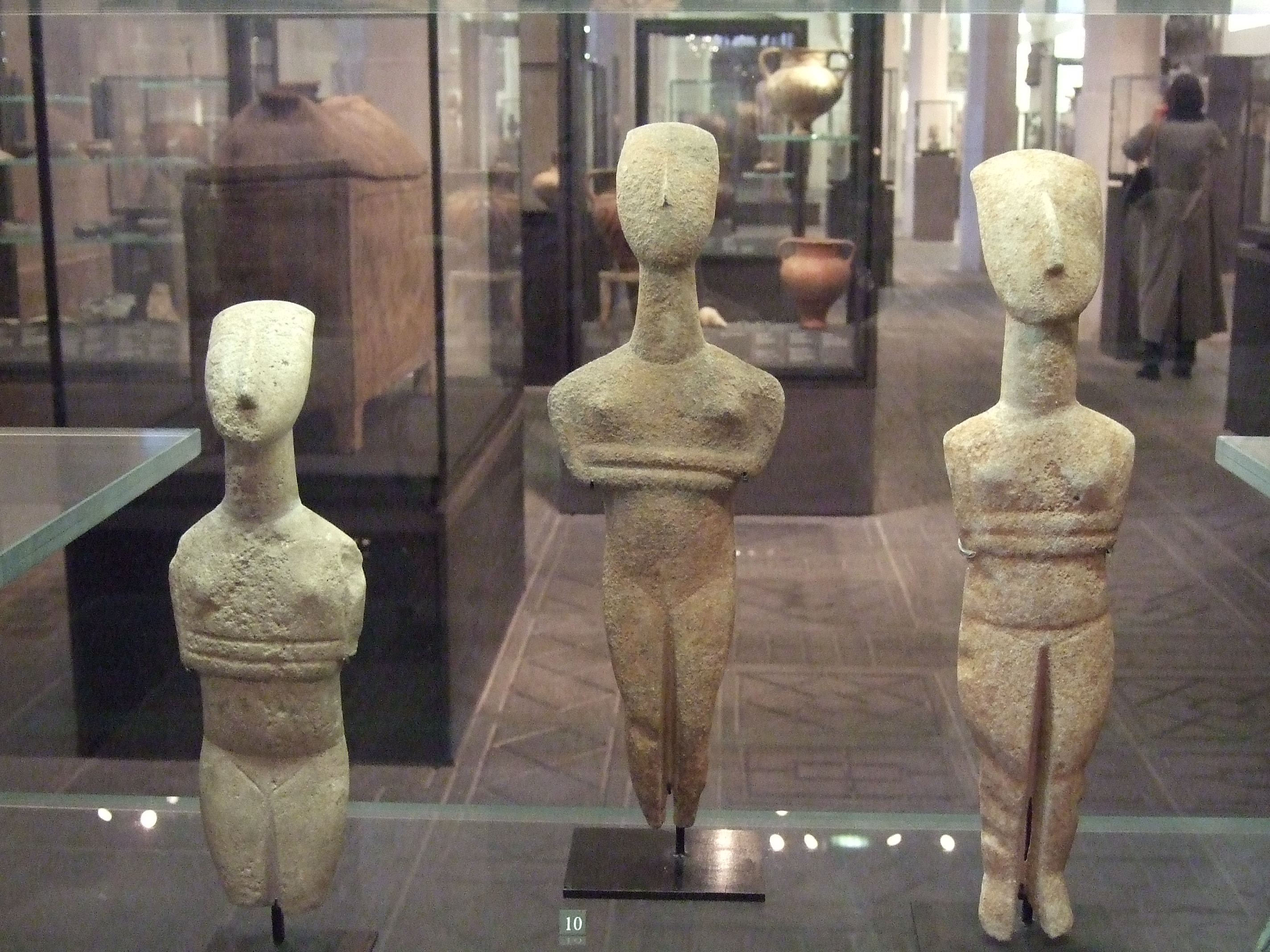
Statuete feminine

Cele mai cunoscute creații ale civilizației cicladice  sunt idolii Cicladici: figurine ce reprezintǎ divinitǎți de sex feminin. Sunt uniforme în simplitatea și frumusețea lor. Idolii erei Cicladelor timpurii sunt caracterizate prin lipsa capetelor și membrelor . Formele plate, rotunjite au gâturi lungi și sunt în formǎ de vioarǎ. Idolii găsiți în apropierea de Plastiras sunt o excepție și descriu forme umane în întregime. În perioada cicladicǎ Mijlocie, erau produse figurine mult mai mari în dimensiune, iar artiștii cicladici  începeau  să le  confere caracteristici realiste, cum ar fi capul înclinat. Mulți  dintre acești idoli erau de sex masculin, deținând  instrumente muzicale. 
Producerea idolilor s-a încheiat în aproximativ 2000 î.en. Cei mai mulți dintre idoli erau făcuti din marmură albă sau lut. Figurinele de sex feminin sunt considerate a reprezenta aspecte ale unei zeiței venerate de către localnici.

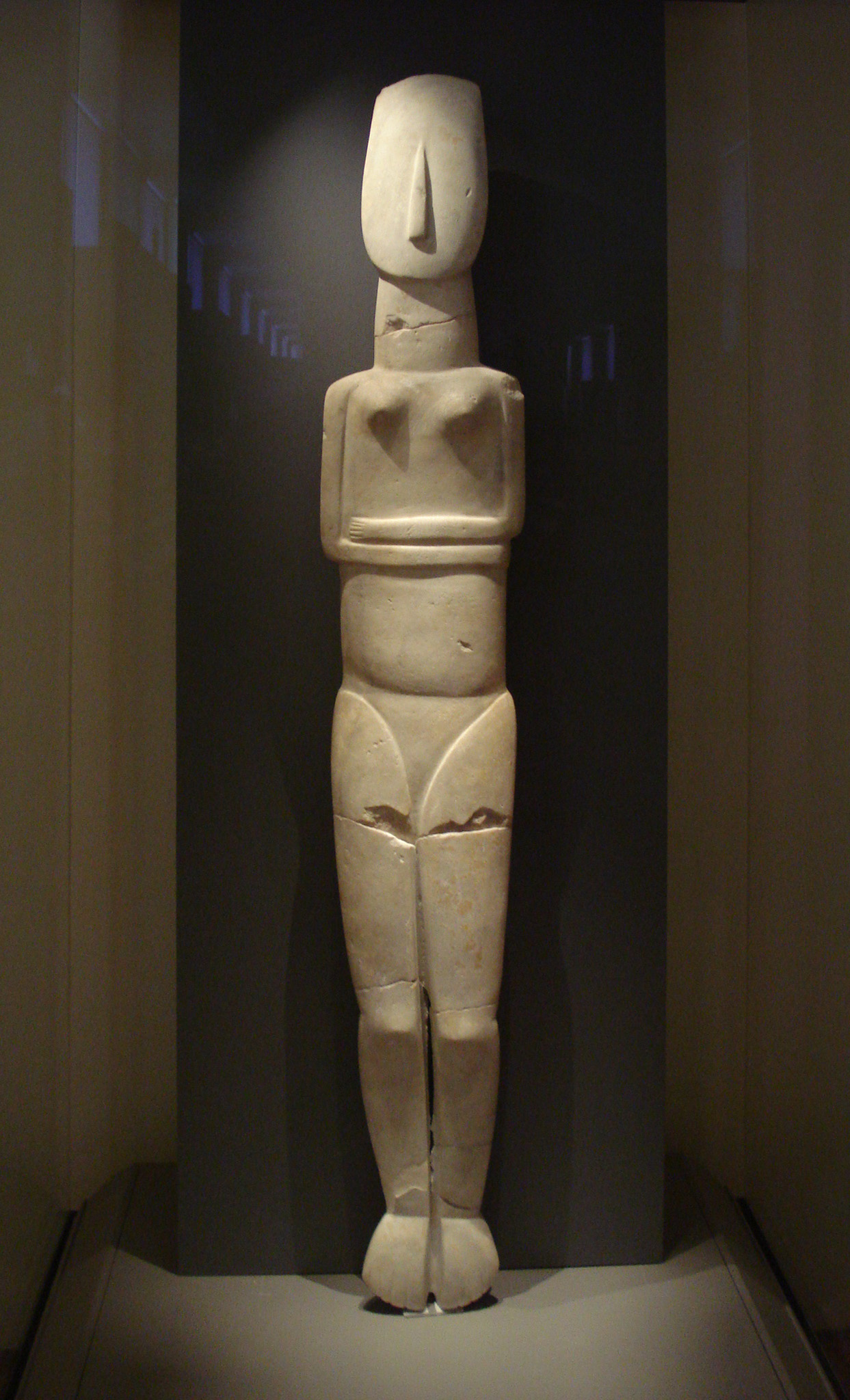
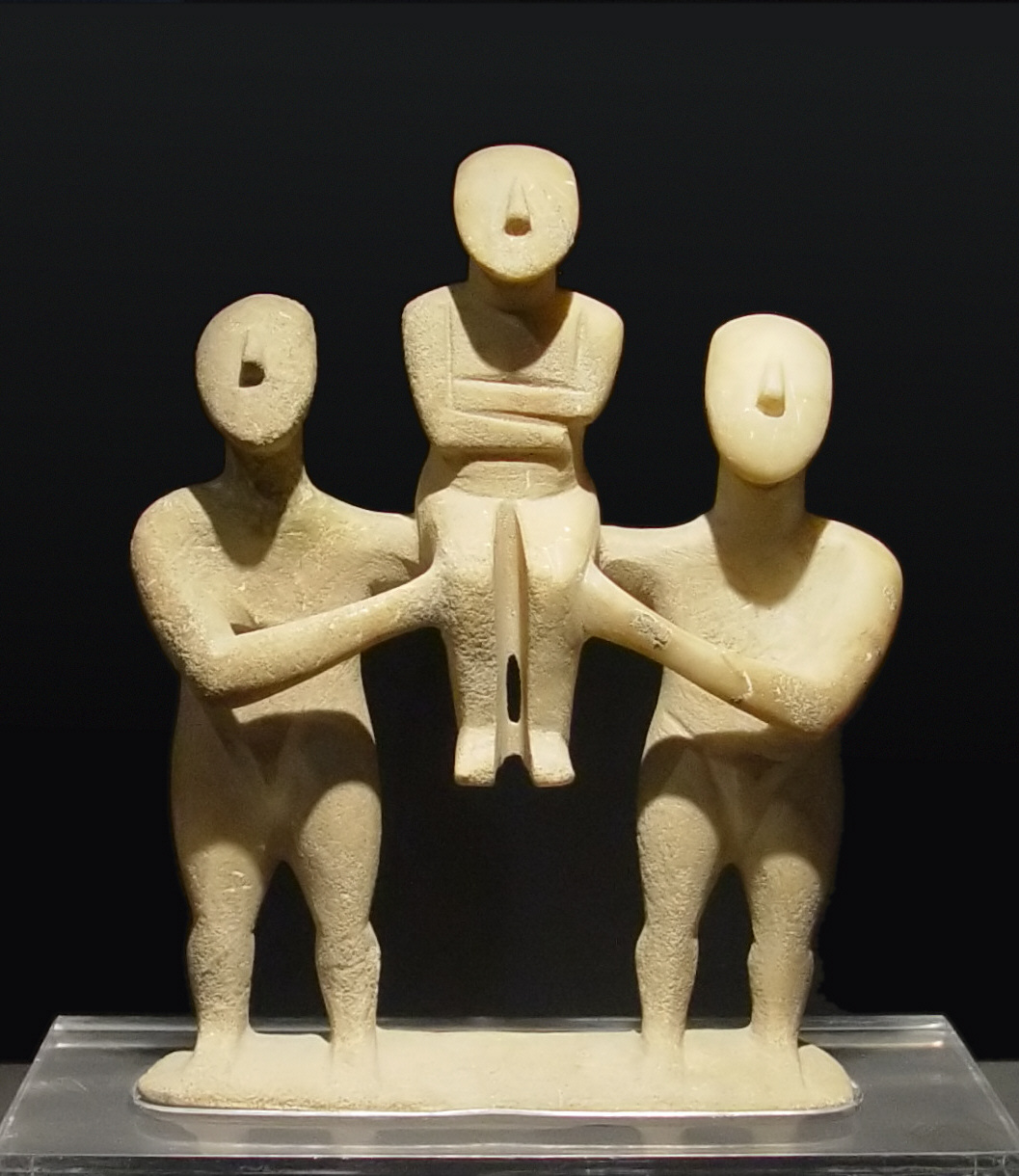
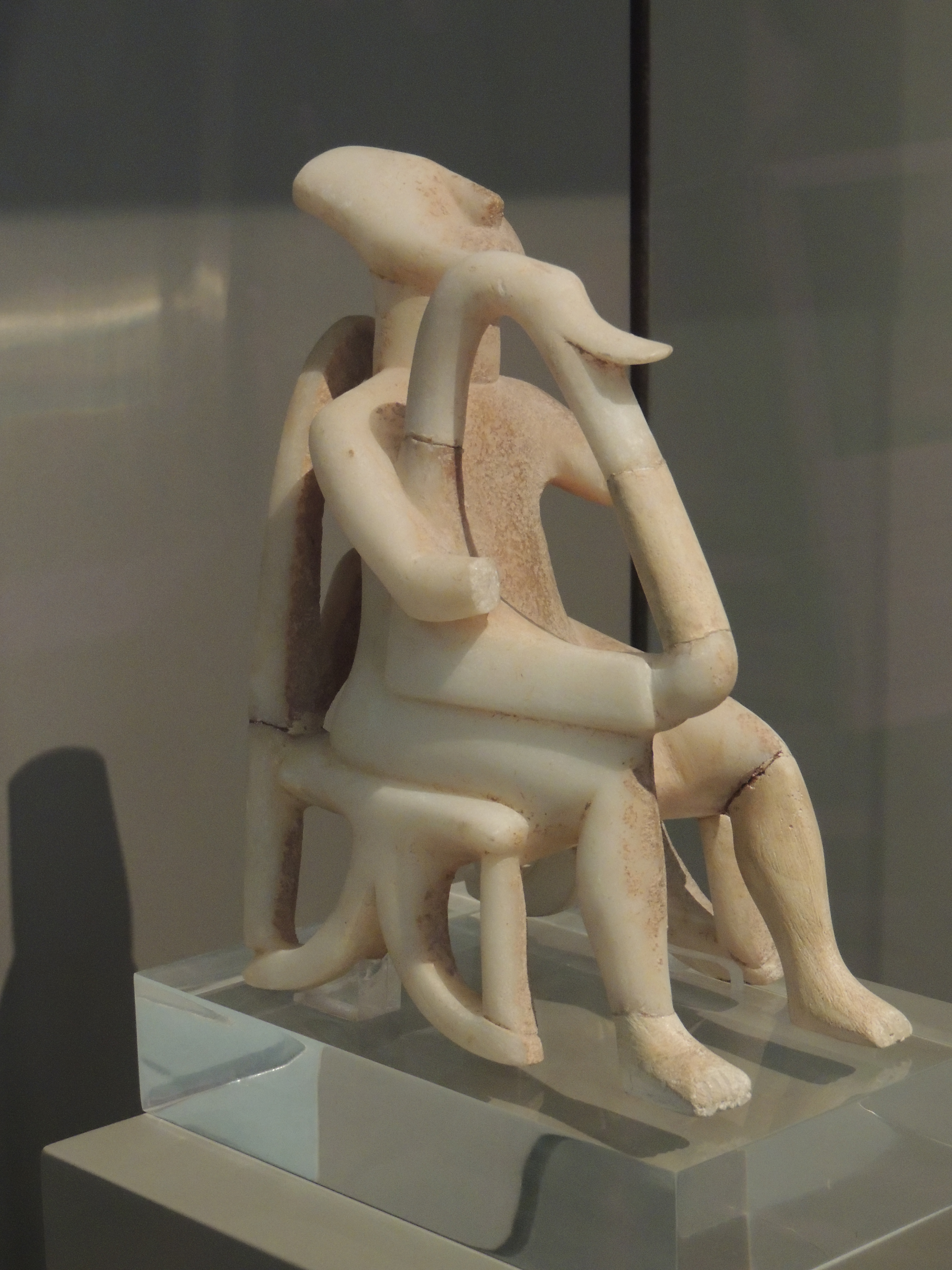
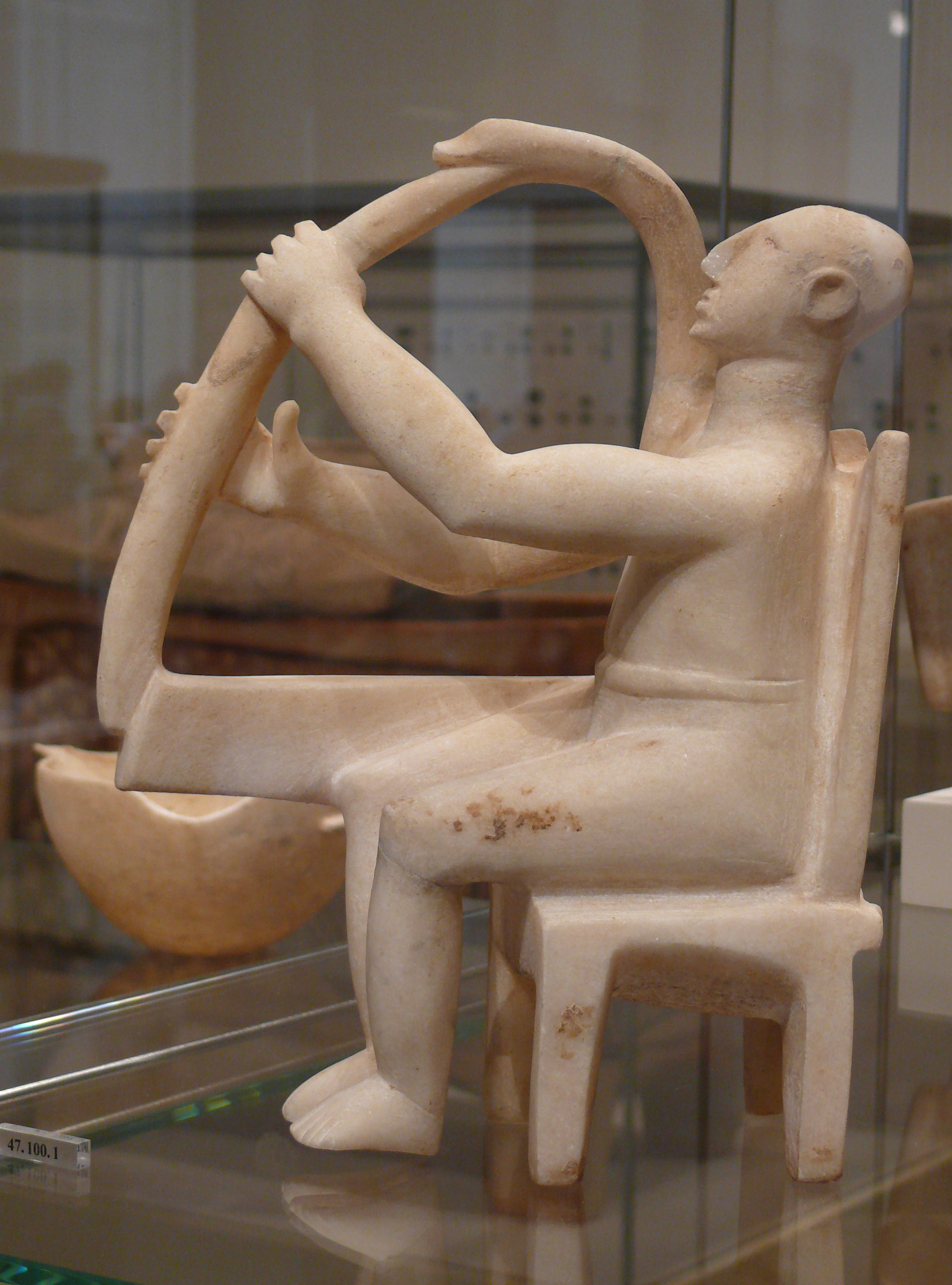
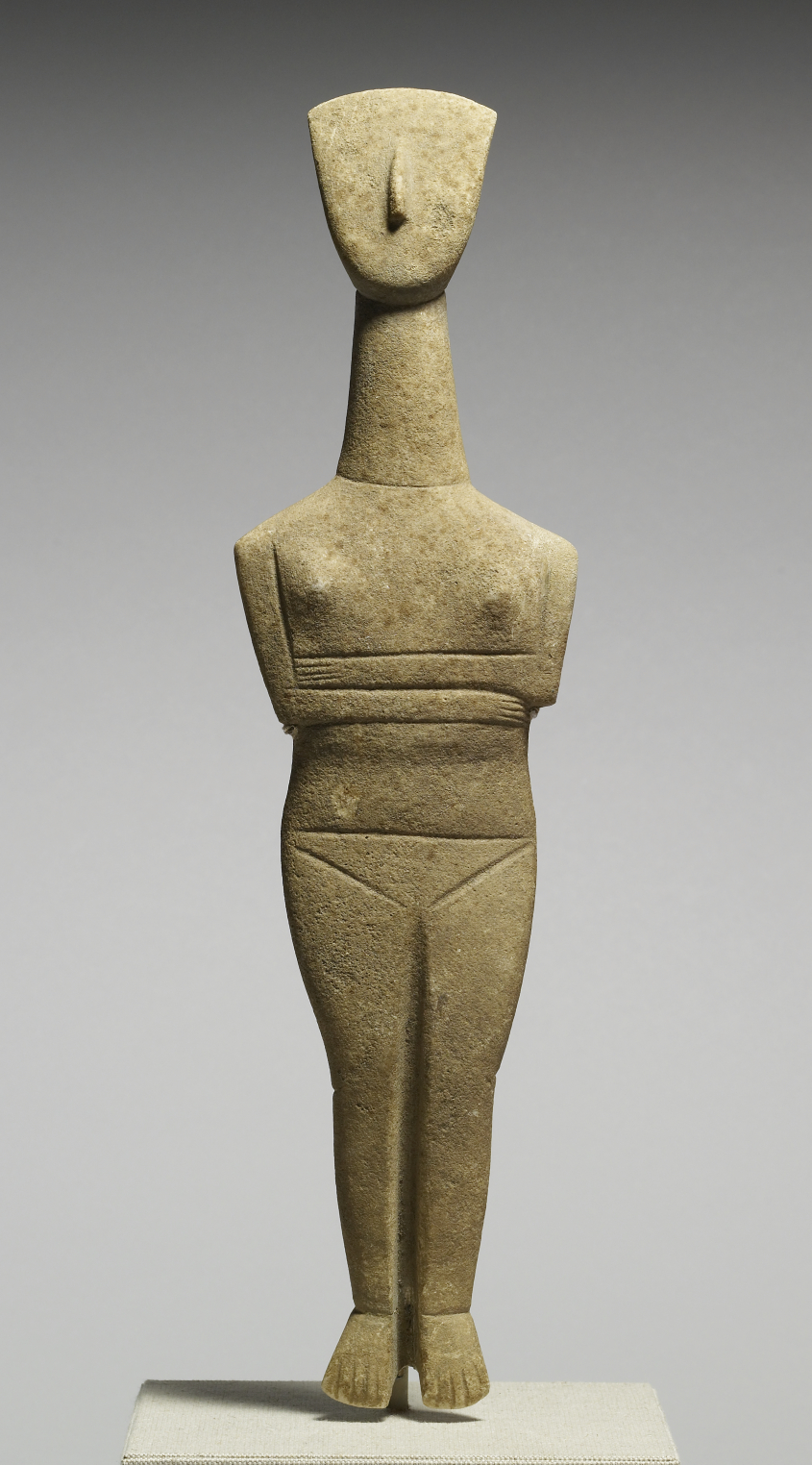
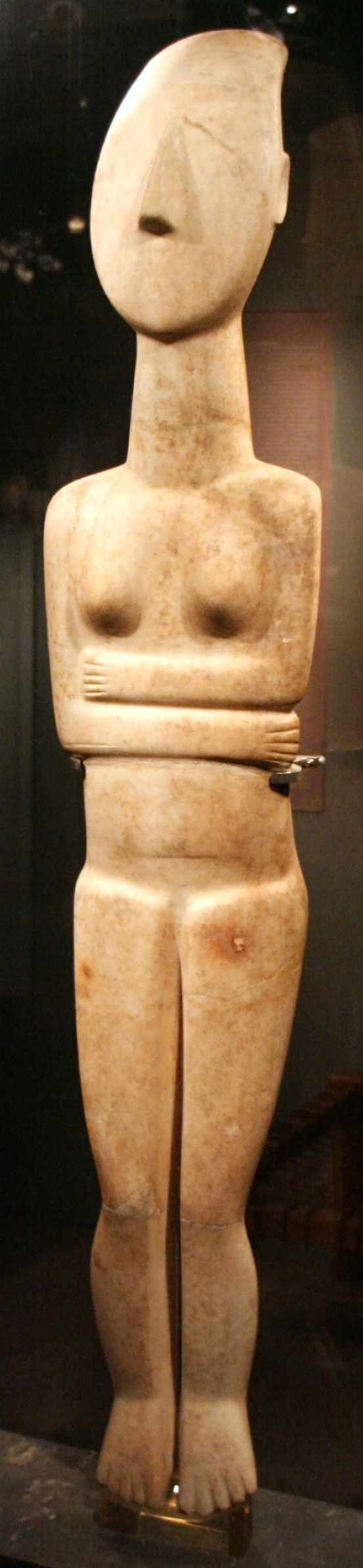
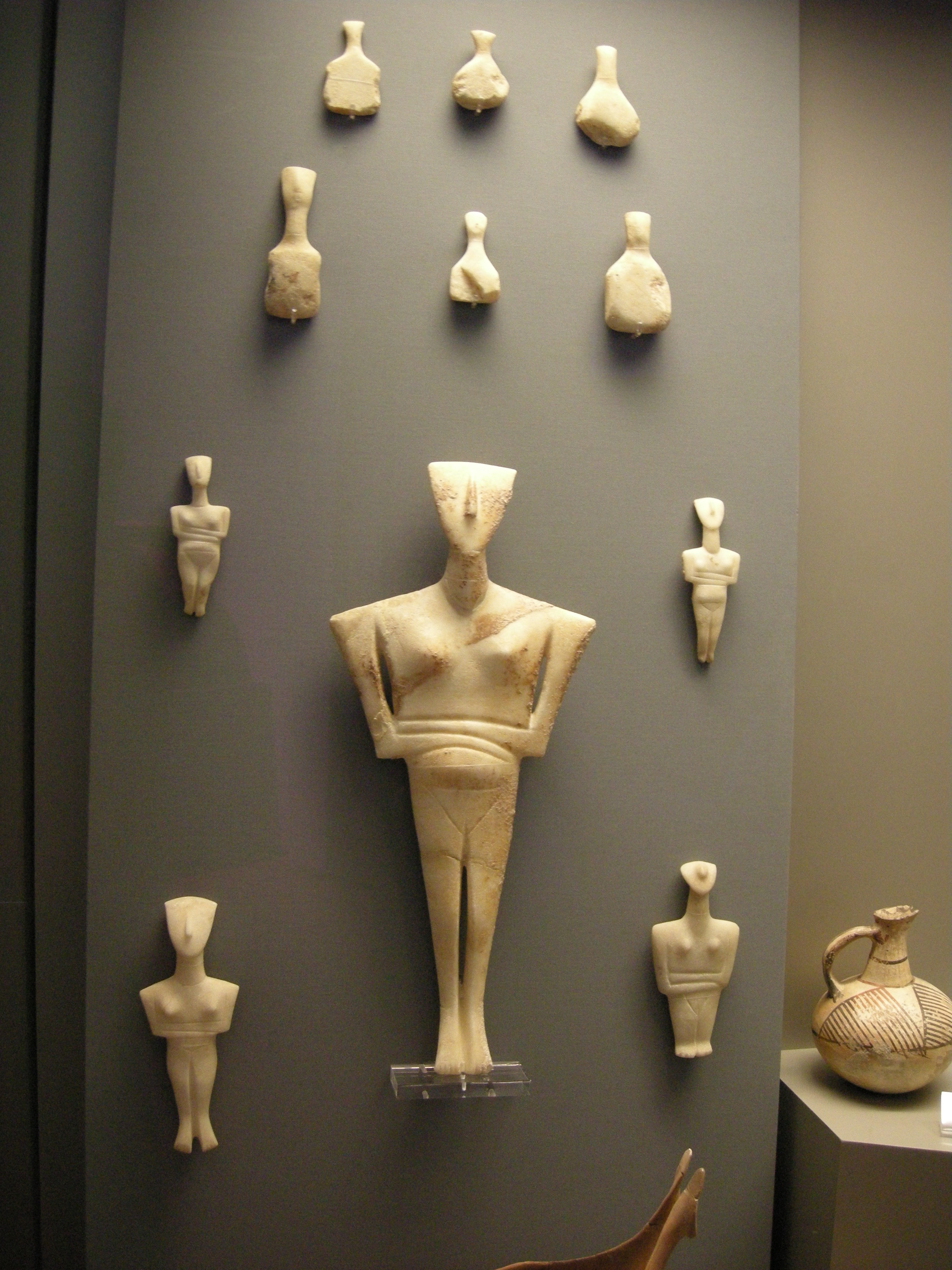
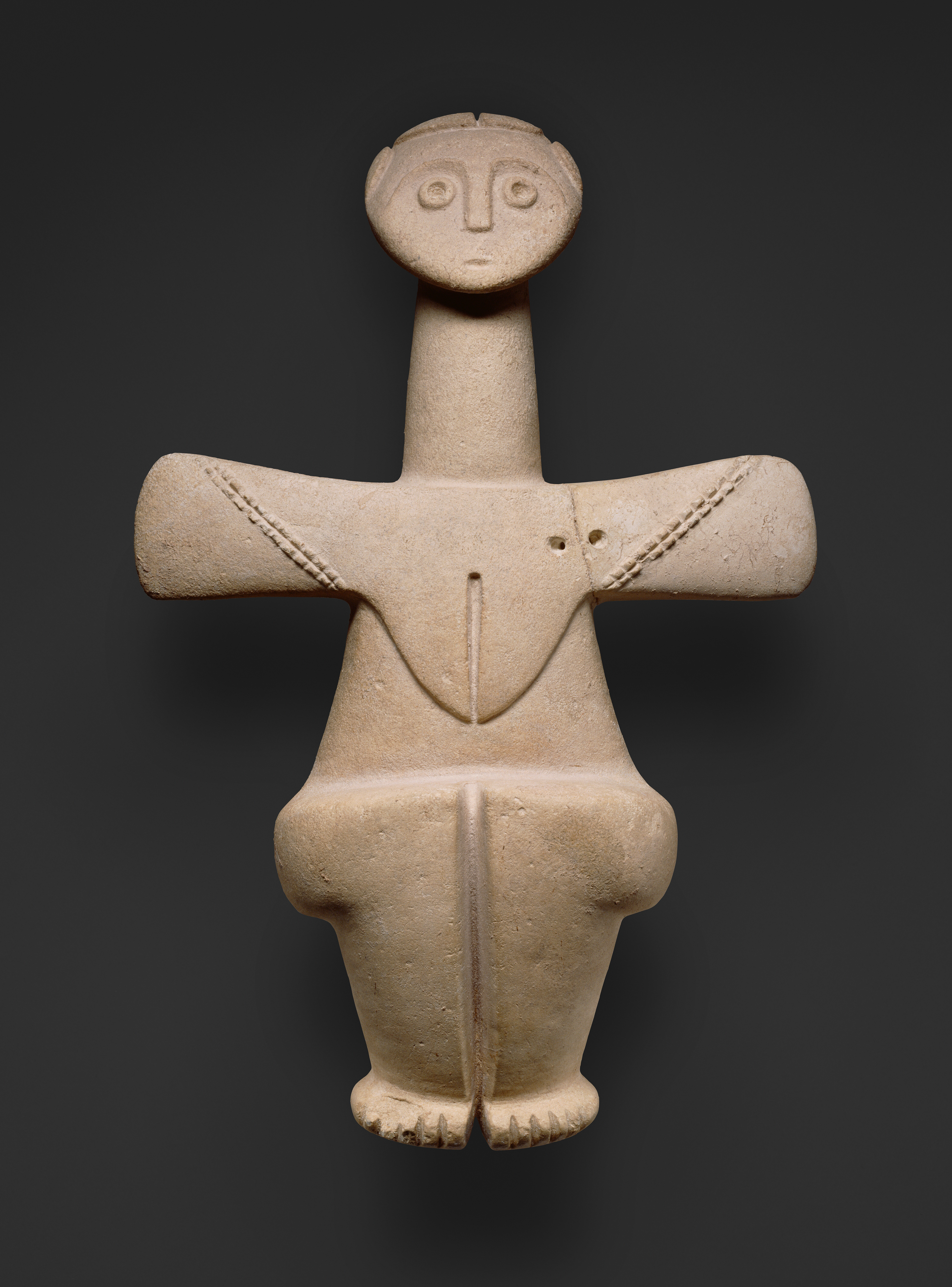